# Piero Craveri
Piero Craveri (Torino, 2 gennaio 1938 – Roma, 23 dicembre 2023) è stato uno storico e politico italiano.

## Biografia
Figlio di Raimondo Craveri ed Elena Croce, ha studiato al liceo Tasso di Roma e nel 1961 si è laureato in giurisprudenza all'Università "La Sapienza" con Francesco Calasso, professore di Storia del diritto italiano, con una tesi sui "giuristi previchiani napoletani", pubblicata sugli «Annali di storia del diritto» (VII, 1963, pp. 261-282). Durante gli studi ha partecipato alla vita politica universitaria come presidente dell'Unione goliardica romana e capogruppo dell'Unione goliardica italiana nell'Unione Universitaria Rappresentativa Italiana (UNURI), essendosi iscritto prima al Partito Socialista Italiano, poi al Partito Radicale.
Con vari contributi e un libro intitolato Ricerche sulla formazione del diritto consuetudinario in Francia: sec. XIII-XVI, nel 1969 ha preso la libera docenza. Assistente ordinario di Storia del diritto italiano presso la Facoltà di Giurisprudenza dell'Università La Sapienza, ebbe nel 1971 l'incarico di Storia dei partiti politici all'Università di Genova e, in seguito, di Storia delle istituzioni politiche all'Università di Messina, nonché, infine, della stessa materia all'Istituto Universitario Orientale di Napoli. Nel 1977 pubblicava il volume Sindacato e istituzioni nel dopoguerra, avendo assunto nel frattempo l'incarico di direttore del Centro ricerche economia e lavoro (CREL), il centro studi della UIL, durante la segreteria di Giorgio Benvenuto (vedi al riguardo: Per una riforma delle relazioni industriali, a cura di Piero Craveri e Giuseppe Pignatelli, Milano, Franco Angeli, 1989). In tale veste fu uno degli estensori, con Tiziano Treu ed Ezio Tarantelli, del manifesto in favore della riduzione della scala mobile, su cui si era aperto il referendum del 1985; essendo stato trovato dalle forze dell'ordine il suo nome segnato nelle liste delle Brigate Rosse, passò allora un periodo sotto scorta.
Nel 1980 vinse il concorso da ordinario e venne chiamato ad insegnare Storia delle istituzioni politiche all'Università Federico II di Napoli.
A partire dagli anni '70 scrisse su Il Globo, sotto la direzione di Antonio Ghirelli, e fin dalla sua fondazione, nel 1974, sarebbe stato a lungo il commentatore dei fatti sindacali su La Repubblica, chiamato da Eugenio Scalfari, collaborando in seguito ad altri giornali, come l'Avanti, Il Mattino, Il Messaggero, Il Corriere della Sera, nonché con Il Corriere del Mezzogiorno e il Sole 24 ore. 
Dal 1982 al 1984 è stato membro del Consiglio scientifico della Confindustria.
Nel 1985 venne eletto a Napoli consigliere regionale con una "Lista civica e verde" per la Campania, promossa da Marco Pannella, presiedendo anche per un breve periodo la Commissione urbanistica. Nel 1987 è eletto senatore della Repubblica nelle liste del Partito Radicale; ha fatto poi parte per due volte del Consiglio comunale di Napoli.
Membro del Consiglio di Amministrazione dell'Università Suor Orsola Benincasa di Napoli dal 1993, l'anno successivo vi trasferiva, dall'Università Federico II, la cattedra, assumendo l'insegnamento di Storia contemporanea e divenendo preside della costituenda Facoltà di lettere. Inoltre nel 2018 veniva nominato presidente dell’Ente Morale Suor Orsola Benincasa, preposto al patrimonio dell'intera istituzione. Dal 2016 è stato presidente della Fondazione Biblioteca Benedetto Croce.
Morì a Roma il 23 dicembre 2023, dieci giorni prima del suo 86º compleanno.

## Controversie
Ha suscitato molte polemiche mediatiche la corresponsione da parte del Senato di un vitalizio come ex senatore per l'importo di 2159 euro mensili, a fronte di soli 7 giorni di mandato parlamentare e, come ammesso dallo stesso Craveri, senza aver mai messo piede un solo giorno in Senato.

## Opere
- Ricerche sulla formazione del diritto consuetudinario in Francia, sec. XIII-XVI, Milano, Giuffrè, 1969.
- Sindacato e istituzioni nel dopoguerra, Bologna, Il Mulino, 1977.
- Genesi di una costituzione. libertà e socialismo nel dibattito costituzionale del 1848 in Francia, Napoli, Guida, 1985. ISBN 88-7042-305-0.
- Per una riforma delle relazioni industriali. Dieci anni con la UIL, 1979-1989, con Giuseppe Pignatelli, Milano, Angeli, 1989. ISBN 88-204-3671-X.
- Gobetti e Croce, in Piero Gobetti e gli intellettuali del Sud, a cura di Pietro Polito, Napoli, Bibliopolis, 1995. ISBN 88-7088-351-5.
- Storia d'Italia, diretta da Giuseppe Galasso, XXIV, Storia dell'Italia contemporanea, III, La Repubblica dal 1958 al 1992, Torino, UTET, 1995. ISBN 88-02-04937-8.
- La democrazia incompiuta. Figure del '900 italiano, Venezia, Marsilio, 2002. ISBN 88-317-8062-X.
- Atlantismo ed europeismo, a cura di e con Gaetano Quagliariello, Soveria Mannelli, Rubbettino, 2003. ISBN 88-498-0363-X.
- L'antiamericanismo in Italia e in Europa nel secondo dopoguerra, a cura di e con Gaetano Quagliariello, Soveria Mannelli, Rubbettino, 2004. ISBN 88-498-0632-9.
- La seconda guerra mondiale e la sua memoria, a cura di e con Gaetano Quagliariello, Soveria Mannelli, Rubbettino, 2006. ISBN 88-498-1103-9.
- De Gasperi, Bologna, Il mulino, 2006. ISBN 88-15-11418-1.
- Scritti e discorsi di Guido Carli, V, Guido Carli senatore e ministro del Tesoro. 1983-1992, a cura di, Torino, Bollati Boringhieri, 2009. ISBN 978-88-339-2027-6.
- L'Italia nella costruzione europea. Un bilancio storico (1957-2007), a cura di e con Antonio Varsori, Milano, Angeli, 2009. ISBN 978-88-568-1355-5.
- Napoli secondo '900. La continuità di un modello di potere politico-amministrativo senza plausibili alternative, Napoli, Università degli studi Suor Orsola Benincasa, 2010.
- L'arte del non governo. L'inarrestabile declino della Repubblica italiana, Venezia, Marsilio, 2016.
- Dalla democrazia incompiuta alla postdemocrazia, Bologna, Il Mulino, 2022.